# Marco Simone
Marco Simone (* 7. Januar 1969 in Castellanza) ist ein ehemaliger italienischer Fußballspieler und jetziger ‑trainer. Der Stürmer wurde unter anderem viermal italienischer und einmal französischer Meister, jeweils mit der AC Mailand und der AS Monaco. Außerdem wurde er zweimal zum besten ausländischen Fußballspieler Frankreichs gewählt (1998 und 2000).

## Spielerkarriere

### Verein

#### Como und Boccaleone
Simone debütierte im Jahr 1987 in der Serie A. In der Saison 1987/88 wurde er an Virescit Boccaleone in die dritthöchste italienische Spielklasse ausgeliehen, wo er mit 15 Toren Torschützenkönig wurde. In der Saison 1988/89 spielte er wieder bei Como Calcio, diesmal als Stammspieler, und wurde von der AC Mailand entdeckt.

#### AC Mailand
Zwischen 1989 und 1997 spielte Marco Simone bei der AC Mailand, wo er unter anderem zweimal die UEFA Champions League gewann (1990 und 1994). Bei Milan wurde er außerdem viermal italienischer Meister und gewann dreimal den UEFA Super Cup sowie ebenfalls dreimal den italienischen Supercup. 1997 wechselte er zu Paris Saint-Germain in die französische Division 1.

#### In Frankreich
In Frankreich spielte Simone zwischen 1997 und 2004 bei Paris Saint-Germain, AS Monaco und OGC Nizza. In der Saison 2001/02 wurde er von Monaco an Milan ausgeliehen.

### Nationalmannschaft
Marco Simone absolvierte zwischen 1992 und 1996 unter Arrigo Sacchi bzw. Cesare Maldini vier Partien für Italien. In seinen vier Einsätzen für die italienische Nationalmannschaft spielte er nur einmal von Anfang an, die anderen dreimal wurde er während des Spiels eingewechselt. Außerdem war er auch bei der U-21 Italiens aktiv, dort spielte er unter Maldini unter anderem bei der U-21-Europameisterschaft 1990.

## Nach der aktiven Zeit
Im Jahre 2005 wurde er Simone Teilhaber seines alten Ausbildungsvereins AC Legnano, für den er in dieser Zeit auch ein einziges Ligaspiel absolvierte. Als Mitglied des Vorstandes versuchte er die Mannschaft zurück in die Lega Pro Prima Divisione, die dritthöchste Fußballliga Italiens, zu führen, was schließlich auch in der Saison 2007/08 gelang. Des Weiteren wurde er in dieser Zeit auch von der FIFA als lizenzierter Spielervermittler gelistet, nachdem er sämtliche Lehrgänge absolviert hatte. 2009 wurde er schließlich von seinem ehemaligen Arbeitgeber, der AS Monaco, als Marketingberater engagiert. Durch diese Position wurde ihm schließlich im September 2011 das Amt als Cheftrainer der Monegassen angeboten, nachdem Guy Lacombe nach rund zweijähriger Amtszeit den Verein verließ und ihm Laurent Banide, Sohn von Gérard Banide, als Interimstrainer nachfolgte. Mit dem gerade erst in die Zweitklassigkeit abgestiegenen Klub konnte sich der Italiener bis zum Saisonende in der oberen Tabellenhälfte halten und schloss dabei die Saison mit der Mannschaft auf dem achten Tabellenrang ab. Obwohl die Monegassen zusammen mit dem weiteren Absteiger AC Arles-Avignon in der Hinrunde durchwegs im Tabellenkeller zu finden war, schaffte Simone mit seiner Mannschaft in der Rückrunde den Umbruch. Dennoch wurde er zu Saisonende vom milliardenschweren russischen Präsidenten Dmitri Rybolowlew entlassen. Ab November 2013 arbeitete Simone als Trainer in der Schweiz beim FC Lausanne-Sport.

## Erfolge
- Serie-C1-Torschützenkönig 1988/89
- Weltpokalsieger: 1989
- Europapokalsieger der Landesmeister 1989/90 mit der AC Mailand
- Champions-League-Sieger 1993/94 mit der AC Mailand
- UEFA-Super-Cup-Sieger 1989, 1990 und 1994 mit der AC Mailand
- Italienischer Meister 1991/92, 1992/93, 1993/94, 1995/96 mit der AC Mailand
- Italienischer Supercupsieger 1992, 1993, 1994 mit der AC Mailand
- Französischer Pokalsieger 1997/98 mit Paris Saint-Germain
- Coupe-de-la-Ligue-Sieger 1998 mit Paris Saint-Germain und 2003 mit der AS Monaco
- Französischer Supercupsieger 1998 mit Paris Saint-Germain und 2000 mit der AS Monaco
- Französischer Meister 1999/2000 mit der AS Monaco